# Ewa Włodarska
Ewa Włodarska (ur. w Krakowie) – polska poetka.

## Życiorys
Autorka wyróżnianych i nagradzanych książek poetyckich: Perłofonia (wyróżnienie w Ogólnopolskim Konkursie Literackim „Złoty Środek Poezji” 2015 na najlepszy poetycki debiut książkowy roku 2014) oraz Licencja na pierwszy śnieg (Nagroda Główna X Ogólnopolskiego Konkursu na Autorską Książkę Literacką - Świdnica 2017 oraz nominacja do Nagrody Literackiej Prezydenta Miasta Białegostoku im. Wiesława Kazaneckiego za najlepszą książkę roku 2017). Ponadto laureatka ogólnopolskich konkursów literackich i poetyckich, w tym: OKL „Krajobrazy Słowa” (I nagroda 2012/2013), OKL im. Mieczysława Stryjewskiego (III nagroda 2015), OKP o Laur Czerwonej Róży (III nagroda 2014), OKP „O liść konwalii” im. Zbigniewa Herberta (wyróżnienia 2013, 2015 i 2017), KP im. Jana Kulki (III nagroda 2014), OKP im. Michała Kajki (wyróżnienie 2015), OKP im. Haliny Poświatowskiej (I nagroda 2018), OKP im. Władysława Broniewskiego „O Liść Dębu” (I nagroda 2014). Mieszka w Krakowie.

## Książki
- Perłofonia (Zaułek Wydawniczy Pomyłka, Szczecin 2014)
- Licencja na pierwszy śnieg (Miejska Biblioteka Publiczna im. C.K. Norwida, Świdnica 2017)